# Jonen

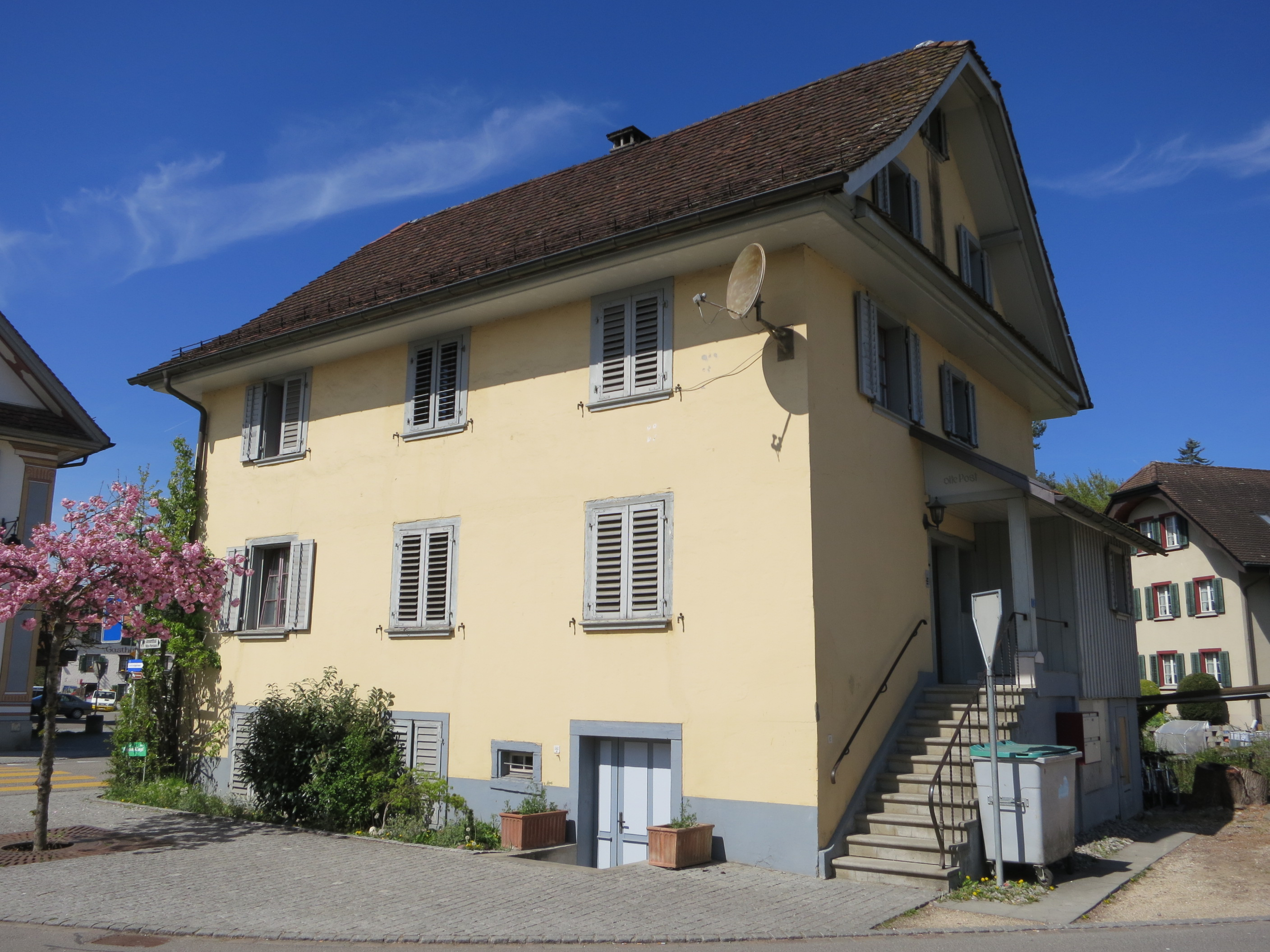
Gamla postkontoret i Jonen.

Jonen (schweizertyska: Joone) är en ort och kommun i distriktet Bremgarten i kantonen Aargau, Schweiz. Kommunen har 2 351 invånare (2023).